# Henri Paul
Pour les articles homonymes, voir Paul.
Ne doit pas être confondu avec Henri Paul (avocat).
Henri Paul, né le 3 juillet 1956 à Lorient et mort le 31 août 1997 à Paris 8e, est le chauffeur de la Mercedes S280 impliquée dans l'accident qui coûte la vie à Diana Spencer, Dodi Al-Fayed et lui-même.

## Biographie
Henri Paul est l'un des cinq fils de Jean Paul, instituteur et Gisèle Paul, employée à la mairie. Passionné d'aviation, il obtient son brevet de pilote à 18 ans à Vannes et fait son service militaire dans l'armée de l'air. Après avoir passé son baccalauréat, il décide de monter à Paris. Il travaille d'abord comme instructeur d'aviation puis dans le nautisme où il vend des bateaux. Il est embauché en 1986 à l'hôtel Ritz Paris, le palace appartenant à la famille Al-Fayed dont il est devenu l'homme de confiance à Paris. Engagé comme chef adjoint de la sécurité, il devient, le 30 juin 1997, le directeur en titre de la sécurité.

## L'accident
Henri Paul est en congé le soir du 31 août 1997 mais il est rappelé en tant que chef de la sécurité de l'hôtel Ritz pour conduire la princesse Diana et Dodi Al-Fayed à leur appartement parisien. Au volant d'une voiture de grande remise Mercedes S280, Henri Paul conduit à grande vitesse pour distancer les motards de presse et les paparazzis qui poursuivent le véhicule. Il aborde le tunnel du pont de l'Alma à une vitesse estimée entre 118 et 155 km/h, alors que la vitesse maximale autorisée est de 50 km/h. La voiture effectue une embardée et percute violemment un pilier du tunnel. Le seul passager survivant est le garde du corps Trevor Rees-Jones, malgré de nombreuses fractures aux os faciaux dont il est victime (n’ayant pas attaché sa ceinture de sécurité).
Le parquet de Paris saisit la brigade criminelle en vue d'une information judiciaire pour rechercher les causes de la mort. L'enquête conclura, comme le fera ultérieurement l'enquête britannique, que le chauffeur conduisait de manière dangereuse sous l'emprise de l'alcool et de médicaments. Des expertises toxicologiques effectuées quelques jours après l'accident sous la direction d'Ivan Ricordel mettent en évidence les traces de médicaments prescrits à Henri Paul et une alcoolémie de 1,87 gramme par litre de sang, soit plus de trois fois la norme maximale autorisée. La contre-expertise diligentée par le parquet de Paris confirme un taux élevé compris entre 1,73 g/l et 1,75 g/l. Il apparaît également qu'Henri Paul prenait plusieurs médicaments.
Le 3 septembre 1999, les neuf photographes et le motard de presse mis en examen pour « homicides et blessures involontaires », ainsi que pour « non-assistance à personnes en danger », bénéficient d'un non-lieu.
Il est inhumé au cimetière de Keryado, à Lorient, dans la tombe de la famille Paul. Son prénom n'est pas inscrit sur la stèle.